# ドイチェ・フースバルマイスターシャフト1927-1928
ドイチェ・フースバルマイスターシャフト 1927-1928 はドイツサッカー協会によって開催された第21回目のクラブチーム全国大会である。ハンブルガーSVが優勝し、2回目のドイチャー・フースバルマイスターの座に就いた。

## 概要
今大会は、通常ならオフシーズンである7月8日から7月29日に行われた。これはドイツ代表が1928年アムステルダムオリンピックのサッカー競技に出場したためである。
ドイチャーマイスターはハンブルガーSV、5年ぶり2回目の優勝であった。ここのところ続いていた南部勢の支配、とりわけニュルンベルク・フュルトのタイトル独占時代は、終わりを迎えようとしていた。1913年以来はじめて、同地域のクラブがDMに進めなかった。
優勝回数最多の1.FCニュルンベルクも二位タイのSpVggフュルトも、ズュートドイチェ・フースバルマイスターシャフト1927-1928で敗退した。ニュルンベルクは1次リーグのベツィルクスリーガ・バイエルン北部を勝ち抜けず、第三出場権を争うプレーオフに回ったが、南東グループ2位に終わり決定戦にすら進出できず。フュルトはBLバイエルン北部1位で決勝リーグに進出したが、三位に終わった。
そして、決勝リーグ1位・南部王者となったFCバイエルン・ミュンヘン、同2位アイントラハト・フランクフルト、プレーオフで第三出場権を獲得したFCヴァッカー・ミュンヘンが南部代表となった。ミュンヘンから複数のクラブが全国大会に出るのは初めての事で、両者とも準決勝まで勝ち進んでいる。とりわけ、これで二回目の南部制覇となったバイエルンは、その栄光に満ちたクラブ史の中で、最初の大きな飛躍の時を迎えつつあった。バイエルンを本大会優勝候補に挙げる人も多かったのだが、準決勝でハンブルガーSVに2－8で大敗し、初の決勝進出はお預けとなった。
労働者体操・スポーツ協会ではベルリンのSCアドラー・パンコフが優勝し、ドレスデナーSVの連覇を7で止めた。ドイツ体操団体では、DFBのドイチェ・マイスターシャフトと同じく北部のクラブが優勝した。初優勝したハーブルガーTB1865だが、準々決勝でのTVフュルト1860戦での敗北が裁定により覆る、という幸運に助けられた。ドイツ青年活力は全国大会を開催しなかった。

## 出場クラブ[2]
| クラブ                                | 出場資格                                                            |
| VfBケーニヒスベルク                   | バルティッシェ・フースバルマイスターシャフト1927-1928優勝           |
| プロイセン・シュテッティン            | バルティッシェ・フースバルマイスターシャフト1927-1928準優勝         |
| ブレスラウアーSC08                    | ズュートオストドイチェ・フースバルマイスターシャフト1927-1928優勝   |
| フェアアイニヒテ・ブレスラウアーSpfr. | ズュートオストドイチェ・フースバルマイスターシャフト1927-1928準優勝 |
| ヘルタBSC                             | ベルリナー・フースバルマイスターシャフト1927-1928優勝               |
| テニス・ボルシア・ベルリン            | ベルリナー・フースバルマイスターシャフト1927-1928優勝               |
| ハレシャーFCヴァッカー                | ミッテルドイチェ・フースバルマイスターシャフト1927-1928優勝         |
| ドレスナーSC                          | ミッテルドイチェ・フースバルマイスターシャフト1927-1928準優勝       |
| ハンブルガーSV                        | ノルトドイチェ・フースバルマイスターシャフト1927-1928優勝           |
| ホルシュタイン・キール                | ノルトドイチェ第二代表決定プレーオフ勝者                            |
| SpVggシュルツ07                       | ヴェストドイチェ・フースバルマイスターシャフト1927-1928優勝         |
| クレフェルダーFCプロイセン1895        | ヴェストドイチェ・フースバルマイスターシャフト1927-1928準優勝       |
| FCシャルケ04                          | ヴェストドイチェ第三代表決定プレーオフ勝者                          |
| FCバイエルン・ミュンヘン              | ズュートドイチェ・フースバルマイスターシャフト1927-1928優勝         |
| アイントラハト・フランクフルト        | ズュートドイチェ・フースバルマイスターシャフト1927-1928準優勝       |
| FCヴァッカー・ミュンヘン              | ズュートドイチェ第三代表決定プレーオフ勝者                          |

## ラウンドオブ16
開催日：1928年7月8日

会場：シュポルトプラッツ・ホーエルフト (ハンブルク)、シュターディオン・アム・ツォー (ハレ・アン・デア・ザーレ)、ミュンガースドルファー・シュタディオン (ケルン)、アフス=シュターディオン (ベルリン)、シュヴェルゲルンシュターディオン (ハムボルン)、ハインリヒ=ツィッシュ=シュタディオン (ミュンヘン)、シュポルトプラッツ・クラインブルク (ブレスラウ)、ハンス=ペルツァー=カンプフバーン (シュテティーン)
| チーム #1                      | スコア | チーム #2                             |
| ------------------------------ | ------ | ------------------------------------- |
| ハンブルガーSV                 | 4–2    | FCシャルケ04                          |
| ヘルタBSC                      | 7–0    | フェアアイニヒテ・ブレスラオアーSpfr. |
| プロイセン・シュテッティン     | 1–4    | ホルシュタイン・キール                |
| SpVggシュルツ07                | 3–1    | アイントラハト・フランクフルト        |
| クレフェルダーFCプロイセン1895 | 1–3    | テニス・ボルシア・ベルリン            |
| ブレスラウアーSC08             | 2–3    | VfBケーニヒスベルク                   |
| ハレシャーFCヴァッカー         | 0–3    | FCバイエルン・ミュンヘン              |
| FCヴァッカー・ミュンヘン       | 1–0    | ドレスナーSC                          |

## 準々決勝
開催日：1928年7月12日

会場：ハインリヒ=ツィッシュ=シュターディオン (ミュンヘン)、VfBプラッツ・マラウネンホーフ (ケーニヒスベルク)、ホルシュタイン=シュターディオン (キール)、シュターディオン・アム・ゲズントブルネン (ベルリン)
| チーム #1                  | スコア | チーム #2                |
| -------------------------- | ------ | ------------------------ |
| FCバイエルン・ミュンヘン   | 5–2    | SpVggシュルツ07          |
| VfBケーニヒスベルク        | 0–4    | ハンブルガーSV           |
| ホルシュタイン・キール     | 0–4    | ヘルタBSC                |
| テニス・ボルシア・ベルリン | 1–4    | FCヴァッカー・ミュンヘン |

## 準決勝
開催日：1928年7月22日

会場：ヴェダオシュターディオン (デュイスブルク)、プロープスタイダー・シュターディオン (ライプツィヒ)
| チーム #1      | スコア | チーム #2                |
| -------------- | ------ | ------------------------ |
| ハンブルガーSV | 8–2    | FCバイエルン・ミュンヘン |
| ヘルタBSC      | 2–1    | FCヴァッカー・ミュンヘン |

## 決勝
| ハンブルガーSV                                                                 | 5 - 2    | ヘルタBSC                         |
| ------------------------------------------------------------------------------ | -------- | --------------------------------- |
| ハーダー 7分 · ラーフェ 17分 · コルツェン 20分 · ホーン 57分 · コルツェン 64分 | レポート | キアザイ 24分 · グレンツェル 75分 |

| ハンブルガーSV   |  |                                                   |  |
|                  |  |                                                   |  |
| GK               |  | ヴィルヘルム・ブルンク                            |  |
| DF               |  | アルバート・バイアー (1900年生まれのサッカー選手) |  |
| DF               |  | ヴァルター・リッセ                                |  |
| MF               |  | ハンス・ラン (サッカー選手)                       |  |
| MF               |  | アースビョルン・ハルヴォーシェン                  |  |
| MF               |  | オットー・カールソン                              |  |
| FW               |  | ヴァルター・コルツェン                            |  |
| FW               |  | ハインリヒ・ツィーゲンシュペック                  |  |
| FW               |  | オットー・ハーダー                                |  |
| FW               |  | フランツ・ホーン (サッカー選手)                   |  |
| FW               |  | ハンス・ラーフェ                                  |  |
| 監督             |  |                                                   |  |
| ルドルフ・アグテ |  |                                                   |  |

| ヘルタBSC |  |                                                     |  |
|           |  |                                                     |  |
| GK        |  | アルフレート・ゲッツェ (サッカー選手)               |  |
| DF        |  | エミル・ドムシャイト                                |  |
| DF        |  | マックス・フィッシャー (1889年生まれのサッカー選手) |  |
| MF        |  | オットー・ロイシュナー                              |  |
| MF        |  | カール・テーヴェス                                  |  |
| MF        |  | エアンスト・ミュラー (サッカー選手)                 |  |
| FW        |  | ハンス・ルーフ                                      |  |
| FW        |  | ヨハネス・ゾベク                                    |  |
| FW        |  | ハンス・グレンツェル                                |  |
| FW        |  | ヴィリ・キアザイ                                    |  |
| FW        |  | エーリヒ・ギュレ                                    |  |
| 監督      |  |                                                     |  |
|           |  |                                                     |  |

|  |

## 得点ランキング[5]
| 選手 | 選手                            | クラブ                   | 試合数 | 得点数 |
| ---- | ------------------------------- | ------------------------ | ------ | ------ |
| 1.   | オットー・ハーダー              | ハンブルガーSV           | 3      | 7      |
| 2.   | ハンス・グレンツェル            | ヘルタBSC                | 4      | 7      |
| 3.   | ヨーゼフ・ペッティンガー        | FCバイエルン・ミュンヘン | 3      | 5      |
| 4.   | フランツ・ホーン (サッカー選手) | ハンブルガーSV           | 4      | 5      |
| 4.   | ハンス・ラーフェ                | ハンブルガーSV           | 4      | 5      |